# ناحیه بوحنیفیه
ناحیه بوحنیفیه (به عربی: دائرة بوحنیفیة) یک ناحیه در الجزایر است که در استان معسکر واقع شده‌است.